# Hamtaro – wielkie przygody małych chomików
Hamtaro – wielkie przygody małych chomików / Hamtaro (jap. とっとこ ハム太郎 – Tottoko Hamutarō) – japoński serial animowany wyprodukowany przez TMS i emitowany w Japonii na kanale TV Tokyo od 7 lipca 2000 do 31 marca 2006. Seria składa się z 296 odcinków.
W Polsce serial był emitowany w 2003 roku na kanale Fox Kids pod nazwą Hamtaro.

## Fabuła
Serial opowiada o przygodach chomików, zrzeszonych w założonym przez nich Chom-Chom Klubie. Ów klub założony został w norze polnego chomika imieniem Boss. Wraz z upływem czasu do klubu dołączają nowe chomiki, aby przeżywać kolejne niezwykłe przygody. Każdy chomik ma w sobie coś co odróżnia go od reszty zwierzątek. Głównym bohaterem serialu jest chomik Hamtaro. Codziennie, gdy jego właścicielka – kilkunastoletnia Laura – wychodzi do szkoły, Hamtaro wymyka się z domu, aby ponownie spotkać się z Chom-Chomami i dobrze się z nimi bawić.

## Bohaterowie
- Hamtaro (jap. ハム太郎 Hamutaro) – główny bohater serialu, bardzo pomysłowy i odważny, uwielbia dobrą zabawę. Jest biały w rude łaty, ma mały różowy ogon i wielkie czarne oczy.

Seiyū: Kurumi Mamiya 
- Laura (jap. ロコちゃん Roko-chan) –

Seiyū: Haruna Ikezawa 
- Łatek (jap. こうしくん Kōshi-kun) – największy z chomików w klubie, najlepszy kumpel Hamtaro.

Seiyū: Rikako Aikawa 
- Bijou (jap. リボンちゃん Ribon-chan) – zanim trafiła do Klubu Chom-Chomów mieszkała we Francji. Jest miła, pomocna, interesuje się modą i jest po uszy zakochana w Hamtaro.

Seiyū: Kazusa Murai 
- Boss (jap. タイショーくん Taishō-kun) – jest chomikiem polnym, nie ma właściciela. Posiada zdolności przywódcze, zawsze służy pomocą. Jest zakochany w Bijou.

Seiyū: Kentarō Itō 
- Panda (jap. パンダくん Panda-kun) – jest kreatywny, ciągle chce się rozwijać. Urodzony budowniczy.

Seiyū: Yuko Saito 
- Tonio (jap. トラハムくん Torahamu-kun) – brat bliźniak Tiny, uwielbia latynoskie rytmy, chce być popularny.

Seiyū: Kōki Miyata 
- Tina (jap. トラハムちゃん Torahamu-chan) – wysportowana chomiczka, uwielbia taniec ze wstążką. Jest bliźniaczą siostrą Tonia, z wzajemnością zakochana w Maurycym.

Seiyū: Haruna Ikezawa 
- Czapek (jap. かぶるくん Kaburu-kun) – jest nieśmiały, podchodzi do spraw z rezerwą, ma ogromną kolekcję czapek. Podziwia Bossa.

Seiyū: Ai Uchikawa 
- Pashmina (jap. マフラーちゃん Mafurā-chan) – jest odpowiedzialna, zajmuje się Milusią, uwielbia kolor różowy.

Seiyū: Rei Sakuma 
- Hilary (jap. めがねくん Megane-kun) – jest wyrafinowany, dobrze wychowany, typowy dżentelmen. Nosi okulary i czerwoną muszkę. Elegancik.

Seiyū: Chihiro Suzuki 
- Maurycy (jap. のっぽくん Noppo-kun) – kocha czytać, jest bardzo mądry, szczególnymi względami darzy Tinę.

Seiyū: Takako Honda 
- Luzak (jap. トンガリくん Tongari-kun) – nie ma właściciela, nie należy do Klubu Chom-Chomów. Ma duszę poety i lubi grać na gitarze.

Seiyū: Yū Asakawa 
- Śpioch (jap. ねてるくん/まいどくん Neteru-kun) – bardzo rzadko się budzi, ale gdy już to zrobi bardzo pomaga innym chomikom swoimi celnymi uwagami.

Seiyū: Yū Sugimoto 
- Siemano (jap. ねてるくん/まいどくん Maido-kun) – jest podopiecznym właściciela sklepu spożywczego, lubi porządek i jest zakochany w Pashminie.

Seiyū: Yū Sugimoto 
- Milusia (jap. ちび丸ちゃん Chibimaru-chan) – najmłodsza chomiczka w Chom-Chom Klubie.

Seiyū: Kaori Matoi 
- Nestor (Chōrōhamu) – stary chomik, nie ma właściciela, uwielbia opowiadać o dawnych czasach.

## Wersja polska
Opracowanie i udźwiękowienie wersji polskiej: na zlecenie Fox Kids – Studio Eurocom

Reżyseria: Tomasz Grochoczyński

Dialogi:
- Berenika Wyrobek,
- Kaja Sikorska

Dźwięk i montaż:
- Sławomir Czwórnóg,
- Jacek Kacperek

Kierownictwo produkcji: Marzena Wiśniewska

Udział wzięli:
- Agnieszka Kunikowska – Hamtaro
- Jarosław Boberek – Boss
- Anna Apostolakis – Bijou
- Marek Robaczewski – Tonio
- Ryszard Olesiński – 
  - Siemano,
  - Śpioch
- Jarosław Domin – Łatek
- Krystyna Kozanecka – Laura
- Artur Kaczmarski –
  - Hilary,
  - Ojciec Laury
- Jacek Kopczyński – Tommy
- Jolanta Wołłejko – 
  - Pashmina,
  - Klara (odc. 11)
- Jolanta Nowicka – Tina
- Agata Gawrońska – Maurycy
- Lucyna Malec – Kama
- Iwona Rulewicz – Mama Laury
- Joanna Jędryka – Róża – babcia Laury (odc. 11)
- Krzysztof Zakrzewski – Nestor
- Jerzy Molga – Luzak
- Józef Mika – Sabu (odc. 24)
- Tomasz Grochoczyński

i inni
Tekst piosenki: Wiesława Sujkowska

Śpiewali: Dorota Furtak, Izabella Bukowska, Joanna Pach, Katarzyna Owczarz, i Lidia Sadowa

Kierownictwo muzyczne: Marek Krejzler

## Odcinki
W Polsce serial emitowany był na kanale Fox Kids/Jetix. W emisji była tylko pierwsza seria (podzielona na dwie po 26 odcinków). Do kolejnych odcinków Jetix Europe nie zakupił praw.

### Spis odcinków
| Nr                | Polski tytuł                              | Angielski tytuł                                          |
| ----------------- | ----------------------------------------- | -------------------------------------------------------- |
|                   |                                           |                                                          |
| SERIA PIERWSZA    |                                           |                                                          |
|                   |                                           |                                                          |
| 001               | Hamtaro                                   | Hamtaro                                                  |
|                   |                                           |                                                          |
| 002               | Chom-Chom Klub                            | The Ham-Ham Clubhouse                                    |
|                   |                                           |                                                          |
| 003               | Wszyscy na pomoc                          | Calling All Ham-Hams!                                    |
|                   |                                           |                                                          |
| 004               | Chodź do nas, Bijou                       | Come Out, Bijou!                                         |
|                   |                                           |                                                          |
| 005               | Cukrowe diamenty                          | Diamonds of Sugar                                        |
|                   |                                           |                                                          |
| 006               | Pierwsza wyprawa na plażę                 | First Time at the Beach                                  |
|                   |                                           |                                                          |
| 007               | Przygoda na Letnim Festiwalu              | A Summer Festival Adventure                              |
|                   |                                           |                                                          |
| 008               | Słonecznikowe pola                        | The Sunflower Field                                      |
|                   |                                           |                                                          |
| 009               | Wiele hałasu o szkołę                     | Much Ado About School!                                   |
|                   |                                           |                                                          |
| 010               | Luzak, wędrowiec                          | Jingle the Wanderer                                      |
|                   |                                           |                                                          |
| 011               | Stary mędrzec                             | The Wise, Elder-Ham                                      |
|                   |                                           |                                                          |
| 012               | Bijou w niebezpieczeństwie                | Bijou’s in Danger!                                       |
|                   |                                           |                                                          |
| 013               | Tańcz, Tina!                              | Let’s Dance, Sandy!                                      |
|                   |                                           |                                                          |
| 014               | Poszukiwania brata Tiny                   | The Search for Sandy’s Brother                           |
|                   |                                           |                                                          |
| 015               | Ulubiona wstążka Bijou                    | Bijou’s Favorite Ribbon                                  |
|                   |                                           |                                                          |
| 016               | Trzymaj się, Laura                        | Get Well, Laura                                          |
|                   |                                           |                                                          |
| 017               | Hamtaro superdetektyw                     | Hamtaro, The Super Sleuth!                               |
|                   |                                           |                                                          |
| 018               | Pościg za pantofelkiem                    | The Slipper Chase                                        |
|                   |                                           |                                                          |
| 019               | Wesołe miasteczko Pandy                   | Panda’s Ham-Ham Fun Park!                                |
|                   |                                           |                                                          |
| 020               | Tajemnica Śpiocha                         | The Snoozer Mystery                                      |
|                   |                                           |                                                          |
| 021               | Odwagi, Czapku!                           | Courage, Cappy!                                          |
|                   |                                           |                                                          |
| 022               | Prezent dla Pashminy                      | Pashmina’s Present                                       |
|                   |                                           |                                                          |
| 023               | Wielka wygrana Maurycego                  | Maxwell’s Big Scoop                                      |
|                   |                                           |                                                          |
| 024               | Hamtaro, wróć do domu                     | Hamtaro, Please Come Home!                               |
|                   |                                           |                                                          |
| 025               | Wesołych świąt!                           | Merry Christmas!                                         |
|                   |                                           |                                                          |
| 026               | Legenda o walecznym Hamtaro               | The Legend of the Courageous Hamtaro!                    |
|                   |                                           |                                                          |
| 027               | Bitwa na śnieżki                          | The Snowball Fight!                                      |
|                   |                                           |                                                          |
| 028               | Niesamowita ciocia Vivi                   | The Amazing Auntie Viv                                   |
|                   |                                           |                                                          |
| 029               | Poszukiwania okularów taty                | The Search for Dad’s Glasses!                            |
|                   |                                           |                                                          |
| 030               | Wielki wyścig Brandy’ego                  | Brandy’s Big Race                                        |
|                   |                                           |                                                          |
| 031               | Boss zostaje mamą                         | Boss is a Mom!                                           |
|                   |                                           |                                                          |
| 032               | Walentynki                                | Valentine’s Day!                                         |
|                   |                                           |                                                          |
| 033               | Po drugiej stronie tęczy                  | Let’s Cross the Rainbow!                                 |
|                   |                                           |                                                          |
| 034               | Zniknięcie Milusi                         | Watching Over Cute Penelope                              |
|                   |                                           |                                                          |
| 035               | Nocna zabawa                              | Midnight Celebration                                     |
|                   |                                           |                                                          |
| 036               | Żegnaj, Bijou!                            | Farewell, Bijou!                                         |
|                   |                                           |                                                          |
| 037               | Wielka miłość Łatka                       | Oxnard’s Big Crush                                       |
|                   |                                           |                                                          |
| 038               | Cenny list                                | The Precious Letter!                                     |
|                   |                                           |                                                          |
| 039               | Latające Chom-Chomy                       | The Flying Ham-Hams!                                     |
|                   |                                           |                                                          |
| 040               | Rozkwitająca przyjaźń                     | The Blossoms of Friendship!                              |
|                   |                                           |                                                          |
| 041               | Straszne muzeum                           | The Scary Museum!                                        |
|                   |                                           |                                                          |
| 042               | Witaj, Papryko!                           | Welcome Pepper                                           |
|                   |                                           |                                                          |
| 043               | Wielka pogoń za kurczakami                | The Great Chicken Chase                                  |
|                   |                                           |                                                          |
| 044               | Mój kochany dziadek                       | I Love My Grandpa!                                       |
|                   |                                           |                                                          |
| 045               | Chom-Chomy w parku wodnym                 | Ham-Ham Gang at the Aquarium                             |
|                   |                                           |                                                          |
| 046               | Sportowy festiwal                         | The Sports Festival!                                     |
|                   |                                           |                                                          |
| 047               | Spotkanie z panną Kogut                   | Romancing the Roosters                                   |
|                   |                                           |                                                          |
| 048               | Chom-Chom Klub w niebezpieczeństwie       | Ham-Ham Clubhouse in Danger!                             |
|                   |                                           |                                                          |
| 049               | Poszukiwanie naszyjnika                   | In Search of the Pendant                                 |
|                   |                                           |                                                          |
| 050               | Nawet Chom-Chomy dostają choroby morskiej | Even the Ham-Hams Get Seasick                            |
|                   |                                           |                                                          |
| 051               | Tina i Tonio pogodzeni                    | Stan and Sandy Make Up                                   |
|                   |                                           |                                                          |
| 052               | Robin-Hom                                 | It’s Robin-Ham!                                          |
|                   |                                           |                                                          |
| SERIA DRUGA       |                                           |                                                          |
|                   |                                           |                                                          |
| 053               |                                           | Pepper’s Visit! (a.k.a. The Star Festival)               |
|                   |                                           |                                                          |
| 054               |                                           | Pop Star                                                 |
|                   |                                           |                                                          |
| 055               |                                           | In a Pinch a Rival Appears                               |
|                   |                                           |                                                          |
| 056               |                                           | Treasure Hunting                                         |
|                   |                                           |                                                          |
| 057               |                                           | The Scary Principal!                                     |
|                   |                                           |                                                          |
| 058               |                                           | Laura is Really Gone!                                    |
|                   |                                           |                                                          |
| 059               |                                           | Boss, the Cool Ham of the Sea!                           |
|                   |                                           |                                                          |
| 060               |                                           | Ghost Mountain!                                          |
|                   |                                           |                                                          |
| 061               |                                           | The Fresh Summer Breeze!                                 |
|                   |                                           |                                                          |
| 062               |                                           | The Chicken Contest                                      |
|                   |                                           |                                                          |
| 063               |                                           | Penelope Makes a Friend                                  |
|                   |                                           |                                                          |
| 064               |                                           | The Reconciliation!                                      |
|                   |                                           |                                                          |
| 065               |                                           | Mimi’s Dream Park!                                       |
|                   |                                           |                                                          |
| 066               |                                           | The Sunflower Ferris Wheel                               |
|                   |                                           |                                                          |
| 067               |                                           | The Zoo Date                                             |
|                   |                                           |                                                          |
| 068               |                                           | The Zoo Date                                             |
|                   |                                           |                                                          |
| 069               |                                           | A Fortune Comes True!                                    |
|                   |                                           |                                                          |
| 070               |                                           | The Baby Goat                                            |
|                   |                                           |                                                          |
| 071               |                                           | The Animal Hospital                                      |
|                   |                                           |                                                          |
| 072               |                                           | The Knitting Craze                                       |
|                   |                                           |                                                          |
| 073               |                                           | A Breath of Autumn!                                      |
|                   |                                           |                                                          |
| 074               |                                           | Welcome Home Penelope!                                   |
|                   |                                           |                                                          |
| 075               |                                           | The Abominable Snow Woman                                |
|                   |                                           |                                                          |
| 076               |                                           | Hamtaro is a Star! (a.k.a. Laura and the Seven Hamsters) |
|                   |                                           |                                                          |
| 077               |                                           | A Wonderful Santa Claus!                                 |
|                   |                                           |                                                          |
| 078               |                                           | The Little Bandits!                                      |
|                   |                                           |                                                          |
| 079               |                                           | The New Year’s Kite Adventure                            |
|                   |                                           |                                                          |
| 080               |                                           | Sunset Proposal                                          |
|                   |                                           |                                                          |
| 081               |                                           | Stucky’s Tunnel                                          |
|                   |                                           |                                                          |
| 082               |                                           | Ham-Romance                                              |
|                   |                                           |                                                          |
| 083               |                                           | Laura’s Valentine                                        |
|                   |                                           |                                                          |
| 084               |                                           | Roberto’s Ally                                           |
|                   |                                           |                                                          |
| 085               |                                           | Super Hamster Robo-Joe                                   |
|                   |                                           |                                                          |
| 086               |                                           | Maria’s Birthday Party                                   |
|                   |                                           |                                                          |
| 087               |                                           | Nin-Ham the Ninja!                                       |
|                   |                                           |                                                          |
| 088               |                                           | The Search for Spring!                                   |
|                   |                                           |                                                          |
| 089               |                                           | Hamtaro and the Space Ship!                              |
|                   |                                           |                                                          |
| 090               |                                           | Boss Runs Away                                           |
|                   |                                           |                                                          |
| 091               |                                           | Auntie Viv and Elder Ham                                 |
|                   |                                           |                                                          |
| 092               |                                           | Hannah is in Love!                                       |
|                   |                                           |                                                          |
| 093               |                                           | Doctor Lion                                              |
|                   |                                           |                                                          |
| 094               |                                           | Dance, Chef Ham!                                         |
|                   |                                           |                                                          |
| 095               |                                           | The Flying Carp                                          |
|                   |                                           |                                                          |
| 096               |                                           | The Ham-Ham Express                                      |
|                   |                                           |                                                          |
| 097               |                                           | Who Stole My Shoe?                                       |
|                   |                                           |                                                          |
| 098               |                                           | Keeping Promises                                         |
|                   |                                           |                                                          |
| 099               |                                           | The Very Best Present                                    |
|                   |                                           |                                                          |
| 100               |                                           | How to Rescue a Wedding                                  |
|                   |                                           |                                                          |
| 101               |                                           | Office Adventures                                        |
|                   |                                           |                                                          |
| 102               |                                           | Clubhouse Intruders                                      |
|                   |                                           |                                                          |
| 103               |                                           | The Tale of Princess Bijou                               |
|                   |                                           |                                                          |
| 104               |                                           | The Milky Way                                            |
|                   |                                           |                                                          |
| 105               |                                           | Ham-Ham Halloween!                                       |
|                   |                                           |                                                          |
| ODCINKI SPECJALNE |                                           |                                                          |
|                   |                                           |                                                          |
| S01               |                                           | Happy Birthday, Hamtaro!                                 |
|                   |                                           |                                                          |
| S02               |                                           | Ham-Hams Ahoy!                                           |
|                   |                                           |                                                          |
| S03               |                                           | Rainbow Rescue                                           |
|                   |                                           |                                                          |
| S04               |                                           | Ham-Ham Games                                            |
|                   |                                           |                                                          |